# ويليام إل. جونستون
ويليام إل. جونستون (بالإنجليزية: William L. Johnston)‏ (1811-1849 م) هو مهندس معماري أمريكي.